# Anadenobolus nodosicollis
Anadenobolus nodosicollis är en mångfotingart som först beskrevs av Henri W. Brölemann 1905.  Anadenobolus nodosicollis ingår i släktet Anadenobolus och familjen Rhinocricidae. Inga underarter finns listade i Catalogue of Life.